# Lista de cartões vermelhos das Copas das Confederações
Esta é uma lista de todos os cartões vermelhos mostrados durante a Copa das Confederações FIFA, isto é, as ocasiões em que um jogador foi expulso do jogo em uma partida de futebol durante as disputas da competição. De acordo com a FIFA, que é o órgão dirigente do futebol, cartões vermelhos só são oficializados quando a FIFA reconhecer que um jogador foi expulso ou excluido em uma partida.
O primeiro jogador a ser excluído de uma partida da Copa das Confederações, foi Brian Quinn dos Estados Unidos, jogando contra a Arábia Saudita na Copa Rei Fahd de 1992.

## Cartões vermelhos de destaque
- Brian Quinn foi o primeiro jogador a ser expulso em uma partida da Copa das Confederações, jogando pelos Estados Unidos em 15 outubro de 1992 contra a Arábia Saudita.
- Da Austrália, Mark Viduka recebeu o cartão vermelho mais rápido, quando foi expulso aos 24 minutos, em 1997.
- Quatro jogadores foram expulsos em finais. José Chamot da Argentina foi o primeiro, em 1995, em seguida, Mark Viduka da Austrália em 1997, do Brasil, João Carlos em 1999 e em 2013, Gerard Piqué, da Espanha.
- O maior número de jogadores expulsos num mesmo dia de competição ocorreu em 29 de julho de 1998, quando três jogadores receberam cartão vermelho no mesmo jogo.
- Dois países lideram a lista com mais cartões vermelhos para uma seleção, que são o Egito e os Estados Unidos, tendo cinco jogadores expulsos cada.

## A lista
| Sequência | Jogador             | ou | Tempo do jogo | Equipe          | Placar Final | Adversário     | Edição                   | Fase           | Data                   |
| --------- | ------------------- | -- | ------------- | --------------- | ------------ | -------------- | ------------------------ | -------------- | ---------------------- |
| 1.        | Brian Quinn         |    | 81            | Estados Unidos  | 0–3          | Arábia Saudita | Arábia Saudita 1992      | Semi-final     | 15 de outubro de 1992  |
| 2.        | Sam Abouo           |    | 5', 51'       | Costa do Marfim | 2–5          | Argentina      | Arábia Saudita 1992      | Semi-final     | 16 de outubro de 1992  |
| 3.        | José Chamot         |    | 35', 88'      | Argentina       | 0–2          | Dinamarca      | Arábia Saudita 1995      | Final          | 13 de janeiro de 1995  |
| 4.        | Abdullah Zubromawi  |    | 24', 64'      | Arábia Saudita  | 0–3          | Brasil         | Arábia Saudita 1997      | Primeira fase  | 12 de dezembro de 1997 |
| 5.        | Jiří Němec          |    | 75', 82'      | Tchéquia        | 2–2          | África do Sul  | Arábia Saudita 1997      | Primeira fase  | 13 de dezembro de 1997 |
| 6.        | Karel Poborský      |    | 40            | Tchéquia        | 1–2          | Uruguai        | Arábia Saudita 1997      | Primeira fase  | 15 de dezembro de 1997 |
| 7.        | Mark Viduka         |    | 24            | Austrália       | 0–6          | Brasil         | Arábia Saudita 1997      | Final          | 21 de dezembro de 1997 |
| 8.        | Yasser Radwan       |    | 30', 64'      | Egito           | 2–2          | México         | México 1999              | Primeira fase  | 27 de julho de 1999    |
| 9.        | Abdel Sabry         |    | 28            | Egito           | 1–5          | Arábia Saudita | México 1999              | Primeira fase  | 29 de julho de 1999    |
| 10.       | Hazem Emam          |    | 37', 37'      | Egito           | 1–5          | Arábia Saudita | México 1999              | Primeira fase  | 29 de julho de 1999    |
| 11.       | Samir Ibrahim       |    | 80            | Egito           | 1–5          | Arábia Saudita | México 1999              | Primeira fase  | 29 de julho de 1999    |
| 12.       | Matt McKeon         |    | 55', 63'      | Estados Unidos  | 2–0          | Arábia Saudita | México 1999              | Disp. 3º lugar | 3 de agosto de 1999    |
| 13.       | João Carlos         |    | 46', 92'      | Brasil          | 3–4          | México         | México 1999              | Final          | 4 de agosto de 1999    |
| 14.       | Takayuki Suzuki     |    | 56            | Japão           | 1–0          | Austrália      | Coreia do Sul/Japão 2001 | Semi-final     | 7 de junho de 2001     |
| 15.       | Chris Killen        |    | 60', 68'      | Nova Zelândia   | 1–3          | Colômbia       | França 2003              | Primeira fase  | 20 de junho de 2003    |
| 16.       | Willy Sagnol        |    | 90            | França          | 2–1          | Japão          | França 2003              | Primeira fase  | 20 de junho de 2003    |
| 17.       | Ronaldinho Gaúcho   |    | 75', 93'      | Brasil          | 2–2          | Turquia        | França 2003              | Primeira fase  | 23 de junho de 2003    |
| 18.       | Bill Tchato         |    | 43', 69'      | Camarões        | 1–0          | Colômbia       | França 2003              | Semi-final     | 26 de junho de 2003    |
| 19.       | Javier Saviola      |    | 90            | Argentina       | 1–1 AET      | México         | Alemanha 2005            | Semi-final     | 26 de junho de 2005    |
| 20.       | Rafael Márquez      |    | 21', 93'      | México          | 1–1 AET      | Argentina      | Alemanha 2005            | Semi-final     | 26 de junho de 2005    |
| 21.       | Mike Hanke          |    | 54            | Alemanha        | 4–3 AET      | México         | Alemanha 2005            | Disp. 3º lugar | 26 de junho de 2005    |
| 22.       | Ahmed Al-Muhammadi  |    | 89            | Egito           | 3–4          | Brasil         | África do Sul 2009       | Primeira fase  | 15 de junho de 2009    |
| 23.       | Ricardo Clark       |    | 33            | Estados Unidos  | 1–3          | Itália         | África do Sul 2009       | Primeira fase  | 15 de junho de 2009    |
| 24.       | Sacha Kljestan      |    | 57            | Estados Unidos  | 0–3          | Brasil         | África do Sul 2009       | Primeira fase  | 18 de junho de 2009    |
| 25.       | Michael Bradley     |    | 87            | Estados Unidos  | 2–0          | Espanha        | África do Sul 2009       | Primeira fase  | 24 de junho de 2009    |
| 26.       | Andrés Scotti       |    | 42', 51'      | Uruguai         | 8–0          | Taiti          | Brasil, 2013             | Primeira Fase  | 23 de junho de 2013    |
| 27.       | Teheivarii Ludivion |    | 8', 59'       | Taiti           | 0–8          | Uruguai        | Brasil, 2013             | Primeira Fase  | 23 de junho de 2013    |
| 28.       | Riccardo Montolivo  |    | 82', 110'     | Itália          | 2–2 AET      | Uruguai        | Brasil, 2013             | Disp. 3o Lugar | 30 de junho de 2013    |
| 29.       | Gerard Piqué        |    | 68            | Espanha         | 0–3          | Brasil         | Brasil, 2013             | Final          | 30 de junho de 2013    |
| 30.       | Yuri Zhirkov        |    | 20', 68'      | México          | 2–1          | Rússia         | Rússia, 2017             | Primeira Fase  | 24 de junho de 2017    |
| 31.       | Ernest Mabouka      |    | 64'           | Alemanha        | 3–1          | Camarões       | Rússia, 2017             | Primeira Fase  | 25 de junho de 2017    |
| 32.       | Nélson Semedo       |    | 26', 106'     | Portugal        | 2–1          | México         | Rússia 2017              | Disp. 3º lugar | 2 de julho de 2017     |
| 33.       | Raúl Jiménez        |    | 94', 112'     | Portugal        | 2–1          | México         | Rússia 2017              | Disp. 3º lugar | 2 de julho de 2017     |